# Final Fantasy XV: Gwardia Królewska
Final Fantasy XV: Gwardia Królewska (jap. キングスグレイブ ファイナルファンタジーＸＶ Kingusugureibu: Fainaru fantajii XV; ang. Kingsglaive: Final Fantasy XV) – japońsko-amerykański film animowany film science fiction z 2016 roku w reżyserii Takeshiego Nozue, stanowiący prolog do gry komputerowej Final Fantasy XV. Stanowi część tzw. uniwersum Final Fantasy XV – projektu bazującego na grze Final Fantasy XV, w którego skład, poza Gwardią Królewską i samą grą, wchodzi również m.in. serial animowany Brotherhood: Final Fantasy XV.
Fabuła gry, pierwotnie mającej być spin-offem Final Fantasy XIII, okazała się na tyle bogata, że mogłaby posłużyć do stworzenia kilku osobnych gier, ostatecznie jednak zdecydowano rozszerzyć projekt o dodatkowe media, w tym filmy i seriale. Podobnie jak w przypadku projektu Compilation of Final Fantasy VII, powiązane z grą tytuły mają ukazać się głównie przed jej premierą, służąc jako prezentacja jej świata i bohaterów. Wszystkie produkcje wchodzące w skład projektu powiązane są z Fabula Nova Crystallis Final Fantasy – zbiorem gier i innych produktów posiadających wspólną mitologię, a odrzucających niepowiązane z nimi historie i światy. Fabuła filmu napisana została tak, żeby jego obejrzenie nie było konieczne do zrozumienia gry, w której jednak znajdą się nawiązania do niego.

## Fabuła
Fabuła Gwardii Królewskiej osadzona jest w świecie Eos, podzielonym na różne narody, z których każdy posiadał niegdyś magiczne kryształy. Obecnie jedynym krajem wciąż będącym w posiadaniu takiego kryształu jest Lucis, którego rządząca dynastia Caelumów wykorzystuje go do utrzymania magicznej bariery, broniącej kraj przed najeźdźcami.
W ciągu ostatnich kilku lat militarystyczne i technologicznie zaawansowane imperium Niflheimu podbiło większość narodów Eos, obecnie tocząc wojnę z Lucis. Poza magiczną barierą, królestwo chronione jest przez Gwardię Królewską – elitarną jednostkę wojowników składającą się z imigrantów, wykorzystujących magiczną moc rodziny królewskiej. Film rozpoczyna się w momencie, kiedy król Regis Lucis Caelum CXIII przyjmuje ofertę rozejmu z Niflheimem, w ramach którego musi zrzec się na rzecz imperium wszystkich ziem królestwa Lucis z wyjątkiem stołecznej Insomnii, a jego syn Noctis poślubić ma Lunafreyę Nox Fleuret, byłą księżniczkę państwa Tenebrae.

## Produkcja
Film pierwotnie tworzony był przez Visual Works, oddział Square Enix (wydawcy gier z serii Final Fantasy) odpowiedzialny za tworzenie przerywników filmowych wykorzystujących technologię CGI. Reżyser, Takeshi Nozue, był współreżyserem filmu Final Fantasy VII: Advent Children z 2005 roku. W odróżnieniu od Advent Children, będącego produkcją przeznaczoną dla fanów serii, Gwardia Królewska pomyślana została jako film, w którym odnajdą się zarówno fani, jak i osoby nieznające uniwersum Final Fantasy, będąca jednocześnie wprowadzeniem do gry. Nozue przyznał, że celem filmu było również zwiększenie sprzedaży Final Fantasy XV poprzez zaprezentowanie świata potencjalnym przyszłym nabywcom.
Preprodukcja Gwardii Królewskiej rozpoczęła się na trzy lata przed jej premierą, a pełnoprawne prace nad filmem ruszyły w 2014 roku i trwały około dwóch i pół roku. W celu zmieszczenia się w żądanym przedziale czasowym, produkcja filmu podzielona została na trzy osobne etapy, a każdy z nich prowadzony był przez osobny zespół podlegający Nozuemu. Powstawanie filmu trzymano w tajemnicy do 2016 roku, a oficjalnie zapowiedziany został on dopiero w momencie, kiedy prace nad nim znajdowały się na ukończeniu. W trakcie produkcji Gwardii Królewskiej odpowiedzialna za nią ekipa przeniesiona została z Visual Works do Business Division 2, oddziału Square Enix odpowiedzialnego za produkcję gry.
W produkcję filmu zaangażowane były różne firmy trzecie, w tym m.in. Digic Pictures, współpracująca wcześniej przy grach z serii Assassin’s Creed, oraz Image Engine, odpowiedzialne m.in. za film Jurassic World oraz serial Gra o tron. Według Nozuego, nad filmem pracowało łącznie około pięćdziesięciu niezależnych od siebie firm.

## Obsada
| Postać                   | Głos (wersja japońska) | Głos (wersja amerykańska) |
| ------------------------ | ---------------------- | ------------------------- |
| Nyx Ulric                | Gō Ayano               | Aaron Paul                |
| Regis Lucis Caelum CXIII | Tsutomu Isobe          | Sean Bean                 |
| Lunafreya Nox Fleuret    | Shiori Kutsuna         | Lena Headey               |
| Iedolas Aldercapt        | Shōzō Iizuka           | David Gant                |
| Ardyn Izunia             | Keiji Fujiwara         | Darin De Paul             |
| Ravus Nox Fleuret        | Yūichi Nakamura        | Trevor Devall             |
| Titus Drautos            | Kōichi Yamadera        | Adrian Bouchet            |
| Libertus Ostium          | Mitsuaki Kanuka        | Liam Mulvey               |

## Odbiór
Film spotkał się z negatywnym przyjęciem ze strony krytyków. Średnia jego ocen w serwisie Rotten Tomatoes wynosi 8%, z kolei w Metacritic 35/100. W premierowy weekend film zadebiutował na 10. miejscu japońskiego box office’u, a w ciągu kilku tygodni wyświetlania zarobił ponad milion dolarów amerykańskich. W Stanach Zjednoczonych wyświetlany był na niewielkiej ilości kopii, zarabiając około 233 tys. dolarów.